# 옹진군 (대한민국 황해도)
옹진군(甕津郡)은 대한민국 황해도에 있는 대한민국의 군이다. 이북5도위원회가 관리하는 명목상의 행정 구역이다. 황해도 남부 해안에 위치한 군으로, 면적은 696km2이며, 1개 읍, 10개 면, 116개 리를 관할한다. 군청소재지는 옹진읍 온천리이다.
1945년 11월 4일에 재조선 미국 육군사령부 군정청의 관할하에 있던 황해도 옹진군의 38선 이남 지역이 경기도에 편입되면서 신설되었으나, 1953년에 6.25 전쟁의 결과에 따라 경기도 옹진군 백령면에 속해 있던 백령도·대청도·소청도, 송림면에 속해 있던 연평도만이 대한민국의 지배하에 들어갔고, 황해도 옹진군의 나머지 지역은 조선민주주의인민공화국의 지배하에 들어갔다. 따라서 대한민국 이북5도위원회에서 명목상 관할하는 황해도 옹진군은 1945년 8월 15일 광복 당시의 행정 구역을 따르고 있는데, 여기에는 1945년 11월 4일에 벽성군에서 편입되었던 해남면·송림면·동강면이 포함된다.

## 역사
1945년 11월 4일에 미국과 소련이 한반도를 분할 점령함으로써 38선 이남에 있던 황해도 옹진군의 대부분 지역(옹진읍(벽성군 월록면·대거면 일부 합면), 동남면·봉구면·부민면(벽성군 가좌면 일부 합면)·북면(가천면 일부 합면)·서면(교정면 일부 합면)·용연면·용천면·흥미면)과 벽성군 해남면·동강면·송림면, 장연군 백령면이 재조선 미국 육군사령부 군정청 관할 아래 들어가면서 경기도에 편입되었다. 1946년 12월에는 소비에트 민정청 관할 아래 들어간 38선 이북에 있던 황해도 옹진군의 나머지 지역이 벽성군에 편입되어 폐지되었다.
1953년 7월 27일에 체결된 한국 군사 정전에 관한 협정에 따라 경기도 옹진군 백령면에 속해 있던 백령도·대청도·소청도, 송림면에 속해 있던 연평도만이 대한민국(1953년~1995년: 경기도 옹진군, 1995년~현재: 인천광역시 옹진군)의 지배하에 들어갔고, 황해도 옹진군의 나머지 지역은 조선민주주의인민공화국(황해남도 옹진군)의 지배하에 들어갔다.

## 행정 구역
| 읍면           | 리 숫자 | 인구 (1949년 기준) | 리(里) |
| -------------- | ------- | ------------------ | --- |
| 옹진읍(甕津邑) | 11      | 32,965             | 온천(溫泉) 당현(堂峴) 도원(桃源) 냉정(冷井) 개평(開坪) 수대(秀垈) 송정(松亭) 구계(龜溪) 양암(陽巖) 단천(丹川) 노호(蘆湖)                                                                |
| 가천면(茄川面) | 7       | -                  | 장현(長峴) 한현(閑峴) 성변(城邊) 삼괴(三槐) 옥천(玉泉) 사산(沙山) 가암(架巖) |
| 교정면(交井面) | 10      | -                  | 송림(松林) 국봉(國峰) 건전(乾田) 비파(琵琶) 난천(蘭泉) 월암(月巖) 판정(判井) 구포(鷗浦) 송현(松峴) 낭암(浪巖)                                                                           |
| 동남면(東南面) | 16      | 15,184             | 당장(堂墻) 송강(松江) 송현(松峴) 장척(長尺) 어화도(魚化島) 거답(巨畓) 석교(石橋) 안산(安山) 인평(仁坪) 서장(西壯) 신안(新安) 갈항(葛項) 용호도(龍湖島) 전당(錢塘) 사관(沙串) 무파(茂巴) |
| 봉구면(鳳𩿨面) | 11      | 13,414             | 장수(長壽) 광암(廣巖) 신평(莘坪) 도화(都華) 평양(平陽) 부포(釜浦) 건지(乾智) 옥은(玉隱) 향가(香街) 죽교(竹轎) 무도(茂島)                                                                |
| 부민면(富民面) | 10      | 11,275             | 강령(康翎) 광평(廣坪) 천상(泉上) 고동(古洞) 성도(聖道) 내동(內洞) 부암(婦巖) 미산(眉山) 금병(錦屛) 석계(石溪)                                                                           |
| 북면(北面)     | 9       | 10,609             | 화산동(花山東) 고안(古安) 웅현(熊峴) 초일(蕉日) 화산중(花山中) 봉소(鳳所) 상심적(上深寂) 삼산(三山) 하심적(下深寂)                                                                      |
| 서면(西面)     | 10      | 15,389             | 읍저(邑底) 동문외(東門外) 연봉(蓮峰) 외전산(外錢山) 장포(長圃) 만진(萬珍) 내전산(內錢山) 동오(東五) 서경(西京) 창린도(昌麟島)                                                           |
| 용연면(龍淵面) | 8       | -                  | 송학(松鶴) 한봉(漢鳳) 장릉(長陵) 용연(龍淵) 수계(水鷄) 용산(龍山) 봉황(鳳凰) 오산(梧山)                                                                                                 |
| 용천면(龍泉面) | 12      | 11,475             | 포산외(蒲山外) 대정(大井) 손량(孫梁) 용암(龍巖) 용문(龍門) 마합(麻蛤) 제작(諸作) 포산내(蒲山內) 대기(大機) 마항(馬項) 원산(院山) 기린도(麒麟島)                                         |
| 흥미면(興嵋面) | 12      | 12,373             | 안락(安樂) 식여(食餘) 냉정(冷井) 송산(松山) 석포(石浦) 월계(月溪) 아미(峨嵋) 봉강(鳳崗) 괘암(掛巖) 등산(登山) 창암(蒼巖) 예진(禮津)                                                     |

- 1945년에 벽성군에서 편입된 지역

| 면             | 면적(km2) | 리 숫자 | 리(里)                                                                               |
| -------------- | --------- | ------- | ------------------------------------------------------------------------------------ |
| 동강면(東江面) | 47.66     | 7       | 오금(梧琴) 화산(花山) 연봉(鳶峰) 금산(琴山) 덕현(德峴) 사인(舍人) 석교(石橋)         |
| 송림면(松林面) | 47.85     | 7       | 송현(松峴) 내동(內洞) 가평(佳坪) 소수압(小睡鴨) 대수압(大睡鴨) 연평(延坪) 육도(六島) |
| 해남면(海南面) | 37.15     | 5       | 오남(梧南) 항현(項峴) 봉대(峰垈) 당산(堂山) 삼봉(三峰)                               |

## 참고 문헌
- “황해도 시군 소개”. 이북5도위원회.
- “황해도 기구 및 정원”. 이북5도위원회.

## 같이 보기
- 옹진군
- 옹진군의 국회의원